# Tokugawa Yoshiatsu
Tokugawa Yoshiatsu (徳川 綱條, , 1 de junho de 1832 - 27 de abril de 1868) foi um Daimyō do Período Edo da História do Japão, que governou o Domínio de Mito (na Província de Hitachi) de 1844 a 1868 . Filho mais velho e herdeiro de Tokugawa Nariaki, foi irmão do último Shogun Tokugawa Yoshinobu
| Precedido por Tokugawa Nariaki | - 10º Líder do Ramo Mito 1844-1868 | Sucedido por Tokugawa Akitake |
| Precedido por Tokugawa Nariaki | 10º Daimyō de Mito 1844-1868       | Sucedido por Tokugawa Akitake |